# マグダラのマリア (山田耕筰)
舞踏交響曲「マグダラのマリア」は日本の作曲家、山田耕筰が1916年に作曲した交響曲である。演奏時間は約18分。

## 作曲の経緯
第一次世界大戦の影響により、留学していたドイツから日本へと帰国した山田は小山内薫や石井漠などとともに「舞踊詩劇」と呼ばれる芸術分野の開拓を試みていた。作品はメーテルリンクの同名の戯曲を題材に舞踏詩劇として作曲され、そのうちの第2幕の音楽を交響曲として独立させたものである。

## 初演
作品は1918年10月にカーネギーホールで初演された。

## 編成
フルート3 (3rdフルートはピッコロ持ち替え)、オーボエ3、イングリッシュホルン、クラリネット2、バスクラリネット、ファゴット3、コントラファゴット、ホルン4、トランペット4、トロンボーン3、チューバ、ティンパニ、スネアドラム、バスドラム、シンバル、タムタム、トライアングル、タンバリン、ハープ2、弦楽合奏